# Roy Ward Baker
Roy Ward Baker (Londres, 19 de desembre de 1916 − Londres, 5 d'octubre de 2010, va ser director de cinema, productor i guionista britànic.
La seva pel·lícula més coneguda és A Night to Remember que li va permetre guanyar el Globus d'Or a la millor pel·lícula estrangera el 1959. Des d'aleshores, la seva carrera va ser moguda, amb la realització de nombroses pel·lícules de terror, de telefilms i de sèries (El Sant, Barret i botes de cuir, Amistosament Vostre, etc.).
Els seus primers passos en el cinema, Baker els va passar, de 1934 a 1939, treballant per a Gainsborough Pictures, una societat de producció britànica basada a Islington, al nord de Londres, i qui era reputada per les seves produccions de prestigi. Allà, va començar per petites feines - preparava té per als membres de l'equip, per exemple - però el 1938, havia aconseguit pujar al rang d'ajudant de direcció amb Alfred Hitchcock a la pel·lícula Alarma a l'exprés .
Durant la Segona Guerra Mundial, va ser transferit el 1943 a la Unitat cinematogràfica de l'exèrcit (Army Kinematograph Unit), i els talents que havia començat a desenvolupar durant la seva carrera abans de la guerra van ser utilitzats per la realització de documentals i pel·lícules destinades a la formació de les tropes. Va comptar entre els seus superiors de l'època el novel·lista Eric Ambler. Aquest, un cop acabat el conflicte, el 1947, va donar a Baker la seva primera gran oportunitat confiant-li la direcció de The October Man. Igualment Ambler va signar l'adaptació del llibre de Walter Lord, A Night to Remember, per a la versió cinematogràfica de Baker, estrenada el 1958.
Al començament dels anys 1950, i durant tres anys, Baker va treballar a Hollywood on va dirigir Marilyn Monroe a Don't Bother to Knock (1952) i Robert Ryan a la pel·lícula realitzada en 3D Inferno (1953). Va tornar a la Gran Bretanya al final d'aquell decenni, i es va dirigir cap a la televisió.
Va realitzar episodis de The Avengers, The Saint, The Persuaders i The Champions - sèries d'aventures creades mirant de reüll en direcció al mercat americà. L'experiència d'una producció televisiva limitada en els seus pressuposts li va permetre engegar sense problemes una nova carrera en el cinema de terror a l'anglesa, sense grans mitjans però ple d'imaginació. Va dirigir llavors, entre altres  Quatermass and the Pit, 1967, The Vampire Lovers (1970) i Scars of Dracula, 1970) per a la Hammer Film Productions, i Asylum (1972) per a Amicus Productions. Va dirigir igualment Bette Davis a la comèdia negra The Anniversary (1968).
Al final dels anys 1970, va tornar a la televisió, i al llarg dels anys 1980 va continuar treballant en sèries com Minder. Es va retirar el 1992.

## Filmografia

### Director
| - 1947: The October Man - 1948: The Weaker Sex - 1949: Paper Orchid - 1950: Morning Departure - 1950: Highly Dangerous - 1951: The House in the Square - 1952: Don't Bother to Knock - 1952: Night Without Sleep - 1953: Inferno - 1955: Passage Home - 1956: Jacqueline - 1956: Tiger in the Smoke - 1957: The One That Got Away - 1958: A Night to Remember - 1961: Flame in the Streets - 1961: El dimoni, la carn i el perdó (The Singer Not the Song) - 1962: The Valiant - 1963: Two Left Feet - 1963: The Human Jungle (sèrie de TV) - 1966: The Baron (sèrie de TV) - 1967: Què va arribar llavors? (Quatermass and the Pit) - 1968: Journey to Midnight - 1968: The Anniversary - 1968: The Champions (sèrie de TV) - 1968: Journey to the Unknown (sèrie de TV) - 1968: The Fiction Makers - 1969: Departement S (sèrie de TV) | - 1969: Randall and Hopkirk (Deseased) (sèrie de TV) - 1969: Moon Zero Two - 1969: The Spy Killer (TV) - 1970: Foreign Exchange (TV) - 1970: The Vampire Lovers - 1970: Les cicatrius de Dràcula (Scars of Dracula) - 1971: Jason King (sèrie de TV) - 1971: El Dr. Jekyll i la seva germana Hyde (Dr. Jekyll and Sister Hyde) - 1972: Spyder's Web (sèrie de TV) - 1972: Refugi macabre (Asylum) sobre un guió de Robert Bloch - 1972: The Protectors (sèrie de TV) - 1973: The Vault of Horror - 1973: And Now the Screaming Starts! - 1974: Mission: Monte Carlo - 1974: La llegenda dels set vampirs d'or (The Legend of the 7 Golden Vampires) - 1979: Minder (sèrie de TV) - 1980: The Monster Club - 1980: Sherlock Holmes and Doctor Watson (sèrie de TV) - 1981: The Flame Trees of Thika (fulletó TV) - 1982: Q.E.D. (sèrie de TV) - 1983: The Irish R.M. (sèrie de TV) - 1984: Sherlock Holmes i les màscares de la mort (The Masks of Death) (TV) - 1984: Fairly Secret Army (sèrie de TV) - 1988: Minder: An Officer and a Car Salesman (TV) - 1989: Saracen (sèrie de TV) - 1992: The Good Guys (sèrie de TV) |

### Productor
- 1961: Flame in the Streets
- 1961: El dimoni, la carn i el perdó (The Singer Not the Song)
- 1963: Two Left Feet

### Guionista
- 1963: Two Left Feet